# CASA C-201
CASA C-201アルコタン
- 用途：輸送機
- 製造者：CASA
- 運用者： スペイン（スペイン空軍）
- 初飛行：1949年2月11日
- 生産数：11機

CASA C-201アルコタン（CASA C-201 Alcotán：チョウゲンボウ）は、スペイン空軍向けにCASAが1950年代に製造した輸送機である。

## 設計と開発
C-201はスペイン政府と航空機メーカーのCASAの間で締結された1トンのペイロード、航続距離1,000 km (620 mi)以上の能力を持つ空軍向け輸送機の開発契約の結果生まれた。この機体の設計は、主脚がエンジンナセルに引き込まれる尾輪式の降着装置を持つ片持ち式低翼単葉の双発機となった。

## 運用の歴史
2機の試作機が製作され、初号機は1949年2月11日に初飛行を行った。その後に12機の前量産型と100機の量産型が発注された。前量産型は、人員輸送、爆撃訓練、写真偵察、計器飛行訓練といった各種任務をこなせるように機体に様々に異なる機器を搭載できるように計画された。試作機に搭載されたアームストロング・シドレー チータ、プラット・アンド・ホイットニー R-1340、国産のENMASA Sirioといった幾種類かのピストンエンジンも比較検討された。
アルコタン計画はエンジンとプロペラの供給に関する問題で停滞した。スペイン国内のエンジン製造産業はこの計画に対して十分な供給能力を持っておらず、スペイン政府には国外産エンジンを輸入する余力はなかった。量産は1955年までに始まる予定であったが、エンジンの不足からこれは1956年にずれこみ、完成した11機のみが納入された。1962年にエンジンの供給問題が解決されること無しに、この計画はとうとうキャンセルされた。当時、CASAはエンジン無しの完成した機体96機分を保管していたが、これらは廃棄処分にされ、スペイン政府はこの処理の費用を補償した。

## 派生型
C-201A
アームストロング・シドレー チータ エンジンを搭載した人員輸送機。
C-201B
ENMASA Sirio エンジンを搭載した人員輸送機。
C-201D
アームストロング・シドレー チータ エンジンを搭載した計器飛行、航法、無線通信訓練機。
C-201E
アームストロング・シドレー チータ エンジンを搭載した爆撃、写真偵察訓練機。
C-201F
ENMASA Sirio エンジンを搭載した計器飛行、航法、無線通信訓練機。
C-201G
ENMASA Sirio エンジンを搭載した爆撃、写真偵察訓練機。

## 運用
スペイン
- スペイン空軍

## 要目 (C-201A)
出典: Jane's All The World's Aircraft 1953–54
諸元
- 乗員: 2
- 定員: 10
- 全長: 13.80 m （45 ft 3 in）
- 全高: 3.85 m （12 ft 8 in）
- 翼幅: 18.40 m（60 ft 4 in）
- 翼面積: 41.80 m2 （450 ft2）
- 空虚重量: 3,560 kg （7,830 lb）
- 運用時重量: 5,100 kg （11,230 lb）
- 動力: アームストロング・シドレー チータ XXVII 星形エンジン、354 kW （475 hp）   × 2

性能
- 最大速度: 325 km/h  203 mph
- 航続距離: 1,000 km  620 miles
- 実用上昇限度: 5,600 m （18,370 ft）